# Konya
Konya (tradicionalmente en español Iconio) es una ciudad turca de la región de Anatolia Central, capital de la provincia homónima. Cuenta con 1 304 209 habitantes (2007).

## Historia
Históricamente, ha tenido los nombres de Koniah, Konieh, Konia, Qunia e Iconio (en griego Ικόνιον = icono). Iconio fue visitada por Pablo de Tarso, según el libro de Hechos, del Nuevo Testamento. Según la tradición católica, también es el lugar de nacimiento de santa Tecla.
De 1097 a 1243, Konya fue la capital del sultanato selyúcida de Rüm, a donde llegaron presionados por los cruzados. Durante este periodo, la ciudad fue ocupada temporalmente por los cruzados Godofredo de Bouillón (agosto de 1097) y Federico Barbarroja (mayo de 1190).

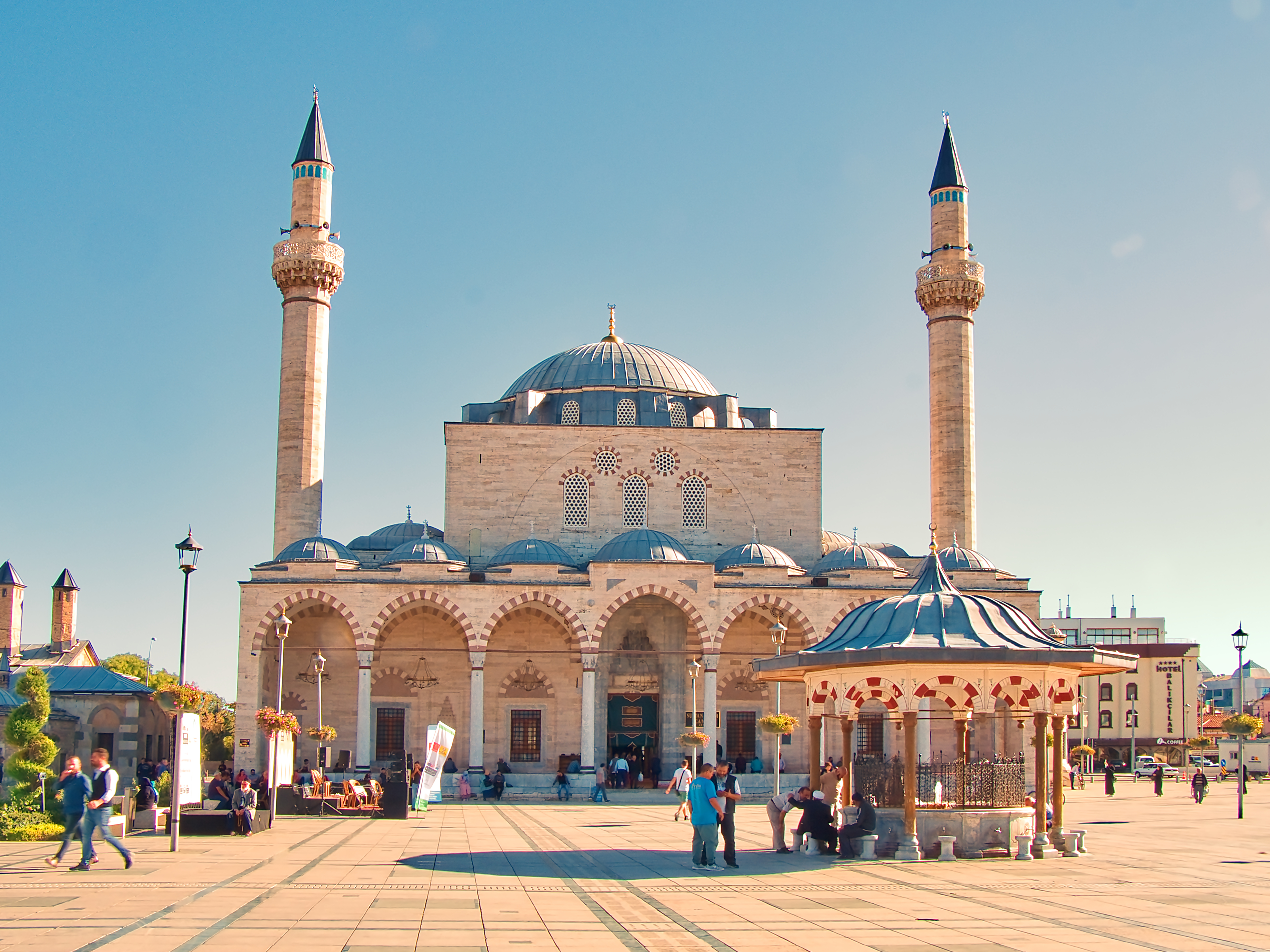
Mezquita Selimiye en Konya.

Konya alcanzó su máximo nivel de desarrollo e influencia entre 1205 y 1239, cuando los sultanes controlaban todo Anatolia, Armenia, Crimea y parte del Medio Oriente.  En 1219, la ciudad recibió a los refugiados que huían de Persia ante el avance del imperio Mongol, quienes habían derrotado al Sah Mohamed II. Los mongoles capturaron la ciudad en 1243, y designaron a Möngke como el jefe del gobierno títere basado en la ciudad.
Tras la caída del sultanato de Rüm, Konya fue transformada en emirato en 1307, hasta que fue capturada por los Karamanides en 1322.  Karamanid cayó en 1420 a manos del Imperio otomano, y en 1453, fue designada la capital de la provincia otomana de Karamanid.
Tanto Saladino como el sultán otomano Selim II construyeron mezquitas allí. En esta ciudad falleció y fue sepultado Yalal ad-Din Muhammad Rumi en 1273, poeta místico y fundador de los derviches giróvagos de la orden sufí Mevleví. Su tumba se encuentra en el Museo Mevlana.
Tiene la reputación de ser uno de los centros urbanos de más conservadores en materia religiosa de Turquía, donde llegó a ser conocida como «La Ciudadela del Islam».

## Clima
Konya tiene un clima continental con inviernos húmedos y fríos, y veranos calurosos y secos. Los periodos de lluvias se encuentran en la primavera y el otoño. Bajo la clasificación internacional de Köppen, la ciudad tiene un clima semiárido (Köppen BSk), en promedio hace 30 °C en verano. El récord máximo de temperatura fue de 40.6 °C el 30 de julio de 2000. En invierno el promedio de temperaturas es de -4,2 °C con una mínima récord de -25.8 °C el 25 de enero de 1989. Debido a que Konya se encuentra a cierta altitud, en el verano las noches son frescas. Los niveles de precipitación son bajos pero las lluvias pueden suceder en cualquier época del año.

## Transporte

### Transporte urbano
El tranvía es parte esencial del sistema de transporte urbano de la ciudad. Puesto en servicio en 1992, cuenta actualmente con dos líneas y 35 estaciones. Aunque opera con los antiguos vagones del tranvía de Colonia, ha planeado una compra de vehículos en 2013.

### Transporte ferroviario
La línea de trenes de alta velocidad Ankara-Konya une las dos ciudades en una hora y media desde agosto de 2011

### Transporte aéreo
Konya está conectada por vía aérea por el Aeropuerto de Konya (Konya Havaalanı) código IATA : KYA • código OACI : LTAN) situado a 18 kilómetros al noreste del centro de la ciudad.

| Predecesor: Madrid | Capital del deporte del mundo 2023 | Sucesor: Sofía |